# Edgar Schwank
Edgar Schwank (lettisch Edgars Švanks; * 2. November 1973) ist ein ehemaliger lettisch-deutscher Handballtrainer und Handballspieler sowie seit 2013 Teammanager der lettischen Männer-Handballnationalmannschaft.

## Karriere
Der 2,00 m große gebürtige Lette begann in Riga mit dem Handballspiel. 1995 wechselte der rechte Rückraumspieler zum deutschen Bundesligisten VfL Hameln. 1997 schloss er sich dem VfL Bad Schwartau an. Nach zwei Jahren ging er zum ThSV Eisenach. 2001 unterschrieb er beim Erstligaabsteiger TuS N-Lübbecke, mit dem ihm 2002 die Rückkehr ins Oberhaus gelang. Auch 2003 musste er absteigen, kehrte jedoch ein Jahr später wieder in die Bundesliga zurück. Daraufhin wurde sein Vertrag nicht mehr verlängert.
Edgar Schwank bestritt ab 1992 für die lettische Nationalmannschaft 50 Länderspiele. Da sein Großvater aus Görlitz stammte, erhielt er 1996 den deutschen Pass. Anschließend bestritt er weitere zwölf Spiele für die deutsche Männer-Handballnationalmannschaft.
Nach seinem Karriereende trainierte er den Landesligisten SHG Hofgeismar/Grefenstein und war als Spielervermittler für die lettischen Legionäre in der 2. und 3. Liga aktiv. Seit 2013 ist er Teammanager der lettischen Auswahl.